# Golpe de Estado na Mauritânia em 1978
O golpe de Estado na Mauritânia de 1978 foi um golpe militar não violento na Mauritânia que ocorreu em 10 de julho de 1978.  Liderado pelo Chefe do Estado-Maior do Exército, Coronel Mustafa Ould Salek, que comandava um grupo de oficiais subalternos, a ação derrubou o presidente Moktar Ould Daddah, que governava a Mauritânia desde que o país obteve a independência  da França em 1960. O principal motivo do golpe foi a participação malfadada de Daddah na Guerra do Saara Ocidental (a partir de 1975) e a consequente ruína da economia da Mauritânia.  Após o golpe, Salek assumiu a presidência de uma junta militar recém-formada, o Comitê Militar de Recuperação Nacional (CMRN), com 20 membros. 
Relatos da capital Nouakchott informaram que nenhum tiroteio foi ouvido na cidade e nenhuma morte foi anunciada. 
Após um período de prisão, Ould Daddah foi autorizado a ir para o exílio na França em agosto de 1979, retornando à Mauritânia em 17 de julho de 2001. 